# Iberochondrostoma lemmingii
A boga-de-boca-arqueada (Iberochondrostoma lemmingii) é uma espécie de peixe actinopterígeo da família Cyprinidae.
A autoridade científica da espécie é Steindachner, tendo sido descrita no ano de 1866.
Pode ser encontrada nos seguintes países: Portugal e Espanha.
Os seus habitats naturais são: rios e rios intermitentes.
Esta espécie está ameaçada por perda de habitat.

## Portugal
Encontra-se presente em Portugal, onde é uma espécie nativa e pouco comum.
Os seus nomes comuns são boga-de-boca-arqueada ou ruivaca.

## Descrição
Trata-se de uma espécie de água doce. Atinge os 12 cm de comprimento padrão, com base de indivíduos de sexo indeterminado.